# Ajmer Singh
Ajmer Singh (Kup Kalan, 1 februari 1940 - Chandigarh, 27 januari 2010) was een Indiaas atleet. Hij nam eenmaal deel aan de Olympische Spelen, maar veroverde bij die gelegenheid geen medailles.
Singh was afkomstig uit het district Sangrur in de Indiase staat Punjab. In 1964 nam Singh deel aan de Olympische Spelen in Tokio, waar hij aantrad als lid van de Indiase 4 x 400 m estafetteploeg, samen met onder andere zijn naamgenoot Milkha Singh, die vier jaar eerder in Rome vierde was geworden op de 400 m. Het Indiase team werd vierde in zijn serie in 3.08,8 en was daarmee uitgeschakeld. Op de Aziatische Spelen van 1966 in Jakarta behaalde Singh goud op de 400 m sprint en zilver op de 200 m sprint.
In 1966 kreeg Ajmer Singh de Arjuna Award uitgereikt.